# Холивуд (Јужна Каролина)
Холивуд (енгл. Hollywood) град је у америчкој савезној држави Јужна Каролина.

## Демографија
По попису из 2010. године број становника је 4.714, што је 768 (19,5%) становника више него 2000. године.
| Група             | 2000.         | 2010.         |
| Белци             | 1.150 (29,1%) | 1.868 (39,6%) |
| Афроамериканци    | 2.714 (68,8%) | 2.610 (55,4%) |
| Азијати           | 4 (0,1%)      | 15 (0,3%)     |
| Хиспаноамериканци | 68 (1,7%)     | 190 (4,0%)    |
| Укупно            | 3.946         | 4.714         |